# Зофія Клепацька
Софія Тереса Ноценти-Клепацька  (пол. Zofia Teresa Noceti-Klepacka, 26 квітня 1986) — польська яхтсменка, олімпійська медалістка.

## Виступи на Олімпіадах
| Олімпіада   | Дисципліна  | Місце |
| ----------- | ----------- | ----- |
| Афіни 2004  | віндсерфинг | 12    |
| Пекін 2008  | віндсерфинг | 7     |
| Лондон 2012 | віндсерфинг | 3     |